# Vizi Ildikó
Vizi Ildikó (leánykori neve: Debreczy Ildikó; Sepsiszentgyörgy, 1940. augusztus 12.–) erdélyi magyar gyógypedagógus, pszichológus, gyógypedagógiai és pszichológiai szakíró. Debreczy Sándor lánya, Vizi Imre felesége.

## Életútja
Középiskoláit Sepsiszentgyörgyön és Kolozsváron végezte. Egyetemi tanulmányait 1958-ban a Bolyai Tudományegyetemen, pedagógia–magyar szakon kezdte, végül a BBTE-n pedagógia–lélektan szakon végzett 1962-ben. Eleinte középiskolai tanár volt, majd a kolozsvári kisegítő iskolában dolgozott (1969–81); 1981–97 között, nyugdíjazásáig a Hallássérültek Intézetének igazgatója. 1993-tól a BBTE lektoraként előadásokat tart a hallássérültek pszichológiája tárgykörben.
1998-ban Nagyenyeden a Családvédelem határon innen és túl rendezvény keretében Vizi Ildikó is előadást tartott a fogyatékkal élők helyzetéről. Kolozsvárt a Providentia-Gondviselés-Fürsorge Egyesület vezetője, ezen egyesület szociális és karitatív tevékenységet végez a felnőttkorú szellemi fogyatékosok körében.

## Szakírói munkássága
Első írása 1970-ben a Korunkban jelent meg. A gyógypedagógusi munkával kapcsolatos, a rendellenesen fejlődő gyermek lélektani diagnosztikájára, valamint társadalmi és nevelési rehabilitációjára vonatkozó tanulmányait a Korunk, Tanügyi Újság, Ifjúmunkás, a sérült gyermekek szüleinek szóló tanácsait a Dolgozó Nő és az Igazság közölte.

## Újabb szaktanulmányai
- Hallássérültek magyar nyelvű oktatása (Erdélyi Pszichológiai Szemle, 2000/1)
- Adalékok a gyógypedagógia történetéhez (Erdélyi Pszichológiai Szemle, 2002/1)

## Kötetei
- Magyar nyelv, tankönyv a kisegítő iskolák IV. osztálya számára (Szabó Máriával, Bukarest, 1976)
- 110 éves a hallássérültek magyar tannyelvű intézete (iskolamonográfia, Kolozsvár, 1998)

## Egyetemi jegyzetei
- Módszertani segédkönyv a hallássérült gyermekek óvódai nevelésének beszédtanításához (Kolozsvár, 1995)
- A hallássérültek pszichológiája (Kolozsvár, 1996)